# Віма Такту
Віма Такту (Вім/Вем Тахто/Такто) (бактр. Οοημο Τακτοο Κοϸανο, кхар. Vhama Kuśasa, брахмі Vema Takṣumasya) — цар царів Кушанського царства, який прийшов до влади близько/до 85 р. та правив до 112, яким датовано першу епіграфічну згадку його сина та спадкоємця Віми Кадфіза (CKI 62 [Архівовано 11 березня 2018 у Wayback Machine.]).
Великий Рабатацький напис царя Канішки (IKEo 318) [Архівовано 12 листопада 2017 у Wayback Machine.] називає Віму Такту дідом Канішки Великого, сином Кудзули Кадфіза та батьком Віми Кадфіза. У тримовному (трилінгва) написі з Дашт-і Навура (IKEo 319) [Архівовано 14 вересня 2016 у Wayback Machine.] повідомляється наступне:

| «(у рік) 279,[2] (день) 15 (македонського місяця) Горпіайоса. Цар царів, великий спаситель, Віма Такту Кушан, праведний, справедливий, бог, гідний вшанування, який здобув царство за власної волі…»[3] |
Остання фраза — «який взяв владу за власною волею», залишає широке коло для різних інтерпретацій. Дуже суперечливими є й нумізматичні джерела. Тривалий час були невідомими монети з ім'ям Віми Такту, й з ним пов'язували та пов'язують численні емісії з легендою грец. ΒΑΣΙΛΕΥ ΒΑΣΙΛΕΥΩΝ ΣΩΤΗΡ ΜΕΓΑΣ — Цар Царів Великий Спаситель. Наразі відома принаймні одна емісія з легендою на кхар. Maharajaasa Rajadirajasa Devaputrasa Vima Takha — Великий цар, цар царів, син бога Віма Таха.
Більш інформативними щодо Віми Такту є ханські джерела. Бань Гу повідомляє наступне: 
| «Кіоцзюкю жив більш як 80 років. По смерті його син Яньгаочжень одержав владу, й ще підкорив Індію, керування якою доручив одному зі своїх військових очільників. З цього часу юечжі зробилося найсильнішим та найзаможнішим Домом. Сусідні держави звали його гуйшуанським государем, але Хань залишило за ним попередню назву — Великий Юечжі».[5] |
Отже, у 86/87 р.  Віма Такту відправляє посольство до Хань, яке було на зворотньому шляху пограбовано та знищено ханським намісником у Кашгарі.
90 р., за наказом Віми Такту, підвладні саки провели каральну акцію:
| «На другий рік Юн-пін Юечжі наслав свого помічника — правителя Се з 70-тисячним військом напасти на Чао.[6]» |
Китайські джерела називають цю військову кампанію безрезультатною.
Відоме посольство «індів» до Риму за часів принципату Марка Ульпія Траяна, ймовірно близько 107 р., яке, найвірогідніше, було відправлено Вімою Такту, про що свідчить Діон Кассій: 
| «Опісля повернення Траяна до Риму звідусіль багато посольств прибуло до нього від різних варварів, навіть індів.»[7] |
Окремої уваги заслуговує статус саків у царстві Кушан часів Віми Такту та його батька Кудзули Кадфіза. Окрім власне китайських джерел наразі відомий принаймні один напис — згаданий вище тримовний напис з Дашт-і Навура, третій текст якого було написано не прочитаним досі письмом, яке пов'язують саме з саками, що красномовно засвідчує їхнє високе становище.
Висловлено думку, що саме цей цар царів почав облаштовувати північні кордони кушан, звівши мережу фортифікаційних споруд у горах та на гірських перевалах й організувавши спеціальну військово-адміністративну одиницю, очолювану намісником—каралрангом (бактр. καραλραγγο).

### Віма Тактув епіграфіці
- CKI 60 [Архівовано 1 травня 2021 у Wayback Machine.]

| 136 року Аза, 15-го числа місяця Ашадга,[10] цього дня мощі Господа встановлені Урасакою сином Імтаврії, бактрійцями та міщанами Ноака. Він встановлює ці мощі Господа в Дхармараджика-ступі в Такшасілі … за здоров'я Магараджі, Царя царів, Сина Бога, Кушана на честь всіх Будд, на честь самотніх Будд, на честь святих, на честь усіх істот, на честь своєї матері і батька, на честь своїх друзів, близьких, родичів та кровних родичів. Нехай ця пожертва буде заради здоров'я та (досягнення) нірвани. |
- Трилінгва з Дашт-і Навура (IKEo 319) [Архівовано 18 вересня 2018 у Wayback Machine.]

| (у рік) 279, 15 Горпіайоса.[11] Цар царів, великий спаситель, Віма Такту Кушан, праведний, справедливий, бог, гідний вшанування, який здобув царство за власної волі… … … було проголошено.[12][13][3] |
- Напис на статуї з Мату (біля Матхури)

| За наказом магараджі, царя царів, сина бога, сина Кушана, царя Віми Такшуми було збудовано Гумаспалою галерею царів, разом з гаєм, ставком, залою та ворітьми.[13] |
- Великий Рабатацький напис царя Канішки (IKEo 318) [Архівовано 12 листопада 2017 у Wayback Machine.] (уривок)

| … Він наказав зобразити їх, цих богів, яких написано [імена], також він наказав зобразити царів таких: Кудзулу Кадфіза царя прадіда, Віму Такту царя діда, Віму Кадфіза царя батька та його, Канішку царя…[13][3] |
- легенда на печатці з зібрання Британського музею (acc.no. 1892.11–3.187.)[14]

| магараджі, божого сина Веми Тахтуа[1] |
- напис на статуї Будди-Діпанкари (Військовий Музей, Равалпінді)

| (статуя) Діпанкари — святоблива пожертва Тахту[1] |